# Osmanisch-Ägyptische Eroberung des Sudan
Die Osmanisch-Ägyptische Eroberung des Sudan bezeichnet die Eroberung des Sudans durch das nominell unter osmanischer Oberherrschaft stehende Ägypten unter der Muhammad-Ali-Dynastie zwischen 1820 und 1824. Der Hauptgrund für den Feldzug war, dass Ägyptens Herrscher Muhammad Ali Pascha aus den eroberten Gebieten Sklaven für seine Armee rekrutieren wollte. In einem ersten Vorstoß konnte das Sultanat von Sannar erobert werden, bevor ein zweiter Vorstoß Kurdufan unter türkisch-ägyptische Kontrolle brachte. Ein 1822 begonnener Aufstand gegen die neuen Herrscher wurde brutal niedergeschlagen. Schließlich konnte Ägypten in den nächsten Jahrzehnten seinen Machtbereich bis an die Grenze zu Abessinien ausdehnen und einen großen Teil des Nilgebiets unter seine Kontrolle bringen.
Die Eroberung des Sudans war das erste Mal, dass eine Invasion aus dem Norden so weit in den Sudan vorgedrungen war. Sie beinhaltete zwei riskante und beispiellose Wüstendurchquerungen und sie erforderte den Einsatz von Sprengstoff, um einen Weg den Nil hinauf freizumachen. Sie war ein frühes Beispiel dafür, wie eine kleine Truppe mit moderner Ausbildung, Feuerwaffen und Artillerie viel größere Verbände in Afrika besiegte, womit sich die Modernisierung der Streitkräfte unter Muhammad Ali auszahlte. Zusammen mit den darauf folgenden Feldzügen und Expeditionen legte die Eroberung in etwa die Grenzen des Sudan nach der Unabhängigkeit fest. Im Mai 1821 bezogen die Invasionstruppen ihr Hauptquartier in Khartum, das sich bald zur Hauptstadt des Sudan entwickelte.

## Ablauf

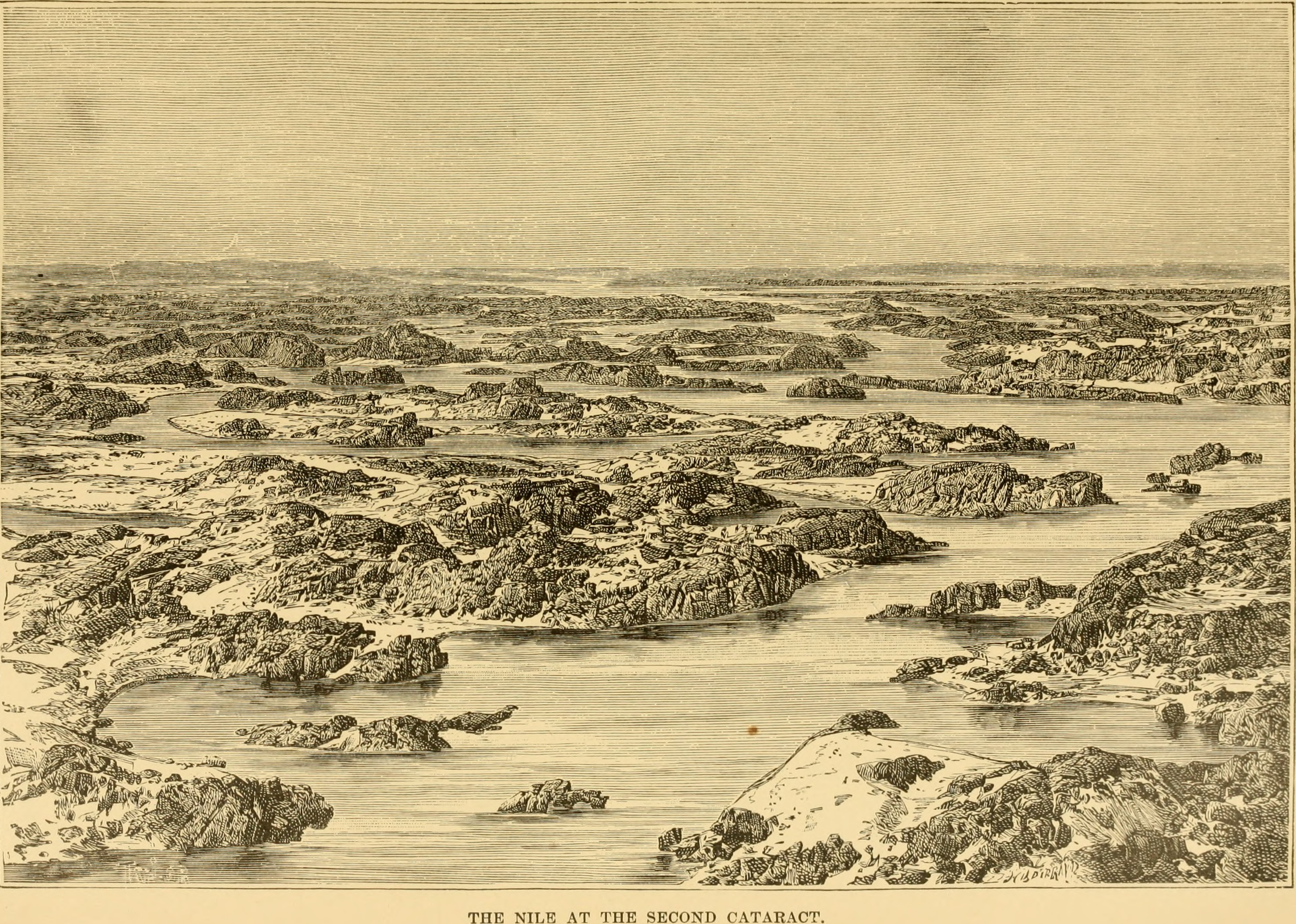
Der zweite Katarakt des Nils, abgebildet 1886, nachdem Ismails Truppen diesen schiffbar gemacht hatten

Muhammad Ali, der Khedive von Ägypten, wollte einen großen und stetigen Nachschub an Sklaven, um sie zu einer modernen Armee auszubilden, die er in anderen Teilen seines Reiches einsetzen konnte, um seine großen territorialen Ambitionen zu fördern. Eine Armee aus sudanesischen Sklaven würde es ihm ermöglichen, auf die häufig meuternden albanischen und türkischen Truppen zu verzichten, auf die er bis dahin angewiesen war. Als Muhammad Ali 1811 die Mamluken in Ägypten entmachtete, floh ein Rest von ihnen nach Süden in den Sudan und ließ sich in Dongola nieder. 1812 hatte Muhammad Ali eine Botschaft an den Sultan von Sennar gesandt, in der er darum bat, die Mamluken aus Dongola zu vertreiben, dieser verfügte jedoch über keine ausreichenden militärischen Mittel, um ihm diesen Wunsch zu erfüllen. Muhammad Ali vermutete auch große Reichtümer an Gold im Sudan.
Die etwa 4.000 Mann starke Invasionstruppe verließ Kairo im Juli 1820 und setzte sich aus Türken, Albanern und anderen Truppen aus osmanischen Gebieten sowie aus Beduinen zusammen, die später den Sudan besiedeln sollten. Die Einberufung der ägyptischen Fellachen hatte noch nicht begonnen. Befehlshaber der Truppen war Muhammad Alis dritter Sohn, der 25-jährige Ismail Kamil Pascha, der am 20. Juli in Assuan zu seiner Armee stieß. Zweiter Befehlshaber war ein vertrauter albanischer Offizier, Abidin Bey. Der Zeitpunkt der Invasion wurde durch das Hochwasser des Nils bestimmt, da die Ägypter planten, Versorgungsschiffe über die Katarakte des Nils zu schicken, und die Zeit, in der der Fluss hoch genug war, um dies zu ermöglichen, war begrenzt. Ismails Truppen setzten Sprengstoff ein, um eine schiffbare Wasserstraße durch den zweiten Katarakt zu sprengen, damit seine Schiffe nach Süden durchfahren konnten. Als die Truppen Dongola erreichten, ergaben sich die Mamluken oder zogen sich nach Schandi zurück.
Der wichtigste militärische Widerstand gegen die Ägypter kam von der mächtigen Shaigiya-Stammeskonföderation, die am 4. November in der Schlacht um Korti besiegt wurde. Die Shaigiya kämpften mit Schwertern und Lanzen und verschmähten den Gebrauch von Feuerwaffen. Gegen ihre mit Feuerwaffen ausgestatteten Gegner hatten die beherzt kämpfenden Nubier allerdings keine Chance und verzeichneten hohe Verluste. Nach der Schlacht versprach Ismail seinen Soldaten eine Belohnung von 50 Piastern für jedes Paar feindlicher Ohren, das sie ihm brachten. Dies führte zur Verstümmelung von Zivilisten, da die ägyptischen Truppen, nachdem sie die Toten der Shaigiya verstümmelt hatten, in die umliegenden Dörfer vordrangen und jedem, den sie fanden, die Ohren abschnitten. Die Shaigiya, die sich zurückgezogen hatten, versuchten die Ägypter aus dem Hinterhalt zu attackieren, wurden jedoch massakriert.
Nach diesem Sieg drängte Ismail Pascha weiter nach Süden und schickte ein Geschwader von Flussbooten flussaufwärts, das von einer schützenden Eskorte entlang des Flussufers begleitet wurde. Am 5. März erreichten sie die Ortschaft Barbar, welche sich kampflos ergab. Ismail selbst marschierte am 21. Februar 1821 mit dem Großteil seiner Truppen durch die Wüste Bayuda und erreichte sieben Tage später bei al-Buqayr, südlich von ad-Damir, den Nil. Nach einigen Verhandlungen unterwarfen sich bis auf wenige Ausnahmen alle verbliebenen Mamluken und durften friedlich nach Ägypten zurückkehren; die wenigen, die sich weigerten, flohen tiefer ins Land, ihr Schicksal ist unbekannt. Die verschiedenen lokalen Herrscher, die sich gegen die Ägypter gewehrt hatten, arrangierten sich nun alle mit ihnen.
Ismails Armee überquerte nun den Weißen Nil in Richtung Jezirah. Die Streitkräfte des Sultanats von Sennar, das sich in einem inneren Aufruhr befand, leisteten keinen Widerstand. Der letzte Sultan, Badi VII., ergab sich am 12. Juni Ismail, und die Ägypter besetzten Sennar am nächsten Tag kampflos. Von Sennar aus zogen die Ägypter den Blauen Nil stromaufwärts und suchten nach vermeintlich reichen Goldvorkommen. Obwohl sie kein Gold fanden, eroberten sie Fazogli, bevor sie wieder umkehrten.
Nach der Kapitulation der Shaigiya stellte Muhammad Ali unter der Führung seines Schwiegersohns Muhammad Bey, dem Defterdar (Finanzminister), eine zweite Armee von etwa 3.000 bis 4.000 Mann mit Artillerie auf, um das Sultanat Darfur zu erobern. Die Truppen von Darfur machten den Fehler, die Ägypter nicht sofort anzugreifen, als diese die Wüste durchquerten, und warteten stattdessen in Barah. Dort wurde eine enorme Streitmacht von mehr als 9.000 Darfuris durch die überlegene Feuerkraft der Ägypter besiegt, die der Armee von Darfur einen Verlust von etwa 1.500 Mann zufügten. Dann setzte der Defterdar Bey wie Ismail bei den Shaigiya ein Kopfgeld für feindliche Ohren aus, die säckeweise nach Kairo zurückgeschickt wurden. Kurz darauf nahmen die Ägypter die kordofanische Hauptstadt Al-Ubayyid ein und plünderten sie. Der Sultan von Darfur schickte neue Truppen aus dem Westen, doch auch sie wurden besiegt. Die ägyptische Herrschaft in Nord-Kordofan war nun gesichert, aber dem Defterday Bey fehlten die Kräfte, um einen direkten Angriff auf die Nuba-Berge oder auf Darfur selbst zu unternehmen.
Zu Beginn des Jahres 1822 standen der gesamte Sudan am Nil und Kordofan unter ägyptischer Kontrolle. Eine rudimentäre Militärverwaltung wurde eingerichtet. Rasch begannen sie, die neuen Territorien zu besteuern, beginnend mit einer Zählung der Sklaven und des Viehbestandes. Muhammed Ali wollte neue Sklaven aus den eroberten Gebieten des Sudans gewinnen, wobei er die Steuern so hoch ansetzte, dass die Ägypter zahlreiche Sklaven „konfiszieren“ konnten. Da es im Sudan kaum Goldmünzen gab, konnten die meisten Menschen die hohen Steuern nur in Form von Sklaven bezahlen. Dieses System hätte alle Sklavenaktivitäten in den Gebieten unter ägyptischer Herrschaft zentralisiert, was für Widerstand unter den lokalen Sklavenhändlern sorgte.
Daraufhin brachen Unruhen aus und es kam zu sporadischen Angriffen auf ägyptische Truppen. Dabei wurde Ismail Kamil Pascha getötet, als er in einen Streit mit einem lokalen Stammesführer geriet. Als sich die Nachricht vom Aufstand in Schendi verbreitete, zogen sich die Ägypter von einigen Garnisonen in ihr Hauptquartier in Wad Madani zurück. Ein Großteil der neu eroberten Gebiete blieb jedoch Ägypten treu. Der Widerstand ging vorwiegend vom Stamm der Ja'ali aus. Als Defterdar Bey vom Tod Ismails erfuhr, sammelte er seine Truppen und marschierte von Kordofan aus in Richtung Osten. Er ließ die Aufstände brutal niederschlagen, wobei er zahlreiche Orte zerstörte und bis zu 30.000 Menschen töten ließ. 1824 war der Aufstand schließlich niedergeschlagen und die ägyptische Kontrolle im Zentralsudan konsolidiert.

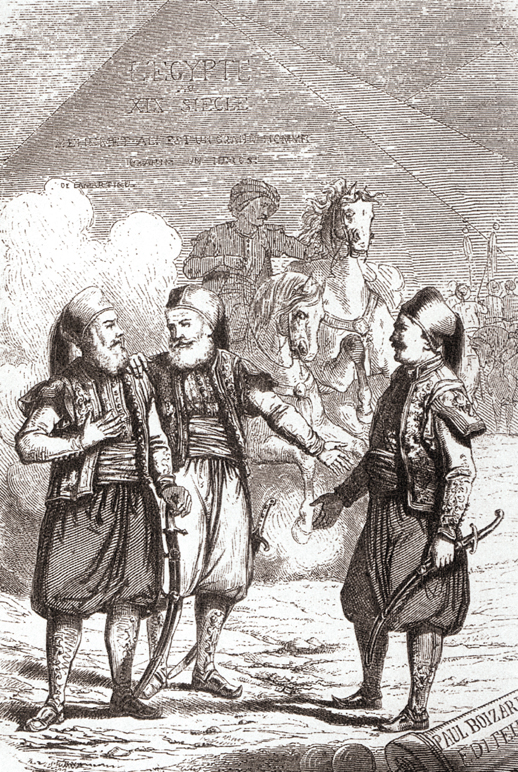
Muhammad Ali von Ägypten mit seinem Sohn Ibrahim Pascha und Oberst Soliman Pascha

Um die Ausbildung seiner künftigen sudanesischen Sklavenarmee vorzubereiten, schickte Muhammad Ali ein Korps von Mamlucken nach Assuan. Der Leiter der Militärakademie in Assuan war ein französischer Offizier, der unter Napoleon gedient hatte, Oberst Octave-Joseph Anthelme Sève, der Muslim wurde und in der ägyptischen Geschichte als Soliman Pascha al-Faransawi bekannt ist. Die genaue Zahl der Sudanesen, die nach Assuan und in Muhammad Alis zweites militärisches Ausbildungszentrum in Manfalut gebracht wurden, ist nicht bekannt, aber eine große Zahl starb schon auf dem Weg dorthin. Von denen, die dort ankamen, starben viele an Fieber, Schüttelfrost und der Trockenheit des Klimas. Der Plan, eine Sklavenarmee aus dem Sudan zu rekrutieren, scheiterte deshalb. Muhammed Ali begann deshalb bald darauf ägyptische Bauern für seine Armee zu rekrutieren.
Obwohl es insgesamt nicht gelang, in Ägypten Sklavenarmeen in größerem Umfang zu schaffen, wurde der Einsatz von Sudanesen in der Landwirtschaft unter Muhammad Ali und seinen Nachfolgern verstärkt. Sklaverei in der Landwirtschaft war zu dieser Zeit in Ägypten praktisch unbekannt, doch die rasche Ausdehnung der extensiven Landwirtschaft unter Muhammad Ali und später der durch den amerikanischen Bürgerkrieg verursachte weltweite Anstieg des Baumwollpreises schufen günstige Bedingungen für den Einsatz von Sklavenarbeit. Die Sklaven arbeiteten in erster Linie auf den Ländereien von Muhammad Ali und Mitgliedern seiner Familie, und 1869 schätzte man, dass Khedive Isma'il und seine Familie 2.000 bis 3.000 Sklaven auf ihren Hauptgütern sowie Hunderte weitere auf ihren Zuckerplantagen in Oberägypten beschäftigten.
Eine Reihe von Gebieten im heutigen Sudan und Südsudan wurden nicht bei den Feldzügen der 1820er erobert, sondern kamen erst in späteren Jahren hinzu. Dazu gehörten die Kassala-Region 1840, die Region am oberen Weißen Nil um Fashoda 1855, Suakin und die Küste des Roten Meeres 1865, Äquatoria 1870, und Darfur 1874.